# Ministri delle finanze del Brasile
I ministri delle finanze del Brasile dal 1808 ad oggi sono i seguenti.

## Regno Unito di Portogallo, Brasile e Algarve

### Regno di Giovanni VI del Portogallo
| Ministro                            | Dal              | Al               |
| ----------------------------------- | ---------------- | ---------------- |
| Fernando José de Portugal e Castro  | 11 marzo 1808    | 30 dicembre 1816 |
| António de Araújo e Azevedo         | 30 dicembre 1816 | 22 giugno 1817   |
| João Paulo Bezerra de Seixas        | 23 giugno 1817   | 28 novembre 1817 |
| Tomás Antônio de Vila Nova Portugal | 28 novembre 1817 | 25 febbraio 1821 |
| Diogo de Meneses                    | 26 febbraio 1821 | 22 aprile 1821   |

### Reggenza di Pietro I del Brasile
| Ministro                            | Dal             | Al               |
| ----------------------------------- | --------------- | ---------------- |
| Diogo de Meneses                    | 22 aprile 1821  | 16 gennaio 1822  |
| Caetano Pinto de Miranda Montenegro | 16 gennaio 1822 | 4 luglio 1822    |
| Martim Francisco Ribeiro de Andrada | 4 luglio 1822   | 7 settembre 1822 |

## Impero del Brasile

### Primo impero - Pietro I del Brasile
| Ministro                                                     | Dal               | Al                |
| ------------------------------------------------------------ | ----------------- | ----------------- |
| Martim Francisco Ribeiro de Andrada                          | 7 settembre 1822  | 17 luglio 1823    |
| Manuel Jacinto Nogueira da Gama                              | 17 luglio 1823    | 10 novembre 1823  |
| Sebastião Luís Tinoco da Silva                               | 10 novembre 1823  | 13 novembre 1823  |
| Mariano José Pereira da Fonseca                              | 13 novembre 1823  | 21 novembre 1825  |
| Felisberto Caldeira Brant Pontes de Oliveira Horta           | 21 novembre 1825  | 20 gennaio 1826   |
| Antônio Luís Pereira da Cunha                                | 20 gennaio 1826   | 21 gennaio 1826   |
| Manuel Jacinto Nogueira da Gama                              | 21 gennaio 1826   | 16 gennaio 1827   |
| João Severiano Maciel da Costa - Marquês de Queluz           | 16 gennaio 1827   | 20 novembre 1827  |
| Miguel Calmon du Pin e Almeida                               | 20 novembre 1827  | 15 giugno 1828    |
| José Clemente Pereira                                        | 16 giugno 1828    | 18 giugno 1828    |
| José Bernardino Batista Pereira de Almeida                   | 18 giugno 1828    | 25 settembre 1828 |
| Miguel Calmon du Pin e Almeida                               | 25 settembre 1828 | 4 dicembre 1829   |
| Felisberto Caldeira Brant Pontes de Oliveira Horta           | 4 dicembre 1829   | 2 ottobre 1830    |
| José Antônio Lisboa                                          | 2 ottobre 1830    | 3 novembre 1830   |
| Antônio Francisco de Paula Holanda Cavalcanti de Albuquerque | 3 novembre 1830   | 5 aprile 1831     |
| Manuel Jacinto Nogueira da Gama                              | 5 aprile 1831     | 7 aprile 1831     |

### Reggenza
| Ministro                                                     | Dal               | Al                | Governo              |
| ------------------------------------------------------------ | ----------------- | ----------------- | -------------------- |
| José Inácio Borges                                           | 7 aprile 1831     | 16 luglio 1831    | Reggenza provvisoria |
| Bernardo Pereira de Vasconcelos                              | 16 luglio 1831    | 10 maggio 1832    | Reggenza permanente  |
| Joaquim José Rodrigues Torres                                | 10 maggio 1832    | 3 agosto 1832     | Reggenza permanente  |
| Antônio Francisco de Paula Holanda Cavalcanti de Albuquerque | 3 agosto 1832     | 13 settembre 1832 | Reggenza permanente  |
| Nicolau Pereira de Campos Vergueiro                          | 13 settembre 1832 | 14 dicembre 1832  | Reggenza permanente  |
| Cândido José de Araújo Viana                                 | 14 dicembre 1832  | 2 giugno 1834     | Reggenza permanente  |
| Antônio Pinto Chichorro da Gama                              | 2 giugno 1834     | 7 ottobre 1834    | Reggenza permanente  |
| Manuel do Nascimento Castro e Silva                          | 7 ottobre 1834    | 12 ottobre 1835   | Reggenza permanente  |
| Manuel do Nascimento Castro e Silva                          | 12 ottobre 1835   | 16 maggio 1837    | Diogo Antônio Feijó  |
| Manuel Alves Branco                                          | 16 maggio 1837    | 19 settembre 1837 | Diogo Antônio Feijó  |
| Miguel Calmon du Pin e Almeida                               | 19 settembre 1837 | 16 aprile 1839    | Pedro de Araújo Lima |
| Cândido Batista de Oliveira                                  | 16 aprile 1839    | 1º settembre 1839 | Pedro de Araújo Lima |
| Manuel Alves Branco                                          | 1º settembre 1839 | 18 maggio 1840    | Pedro de Araújo Lima |
| José Antônio da Silva Maia                                   | 18 maggio 1840    | 24 luglio 1840    | Pedro de Araújo Lima |

### Secondo regno - Pietro II del Brasile
| Ministro                                                     | Dal               | Al                | Governo                               |
| ------------------------------------------------------------ | ----------------- | ----------------- | ------------------------------------- |
| Martim Francisco Ribeiro de Andrada                          | 24 luglio 1840    | 23 marzo 1841     | —                                     |
| Miguel Calmon du Pin e Almeida                               | 23 marzo 1841     | 20 gennaio 1843   | —                                     |
| Joaquim Francisco Viana                                      | 20 gennaio 1843   | 2 febbraio 1844   | —                                     |
| Manuel Alves Branco                                          | 2 febbraio 1844   | 2 maggio 1846     | —                                     |
| Antônio Francisco de Paula Holanda Cavalcanti de Albuquerque | 2 maggio 1846     | 17 maggio 1847    | —                                     |
| José Joaquim Fernandes Torres (Ad interim)                   | 17 maggio 1847    | 22 maggio 1847    | —                                     |
| Manuel Alves Branco                                          | 22 maggio 1847    | 20 ottobre 1847   | Manuel Alves Branco                   |
| Saturnino de Sousa e Oliveira Coutinho (Ad interim)          | 20 ottobre 1847   | 18 novembre 1847  | Manuel Alves Branco                   |
| Manuel Alves Branco                                          | 18 novembre 1847  | 8 marzo 1848      | Manuel Alves Branco                   |
| Antônio Paulino Limpo de Abreu                               | 8 marzo 1848      | 14 maggio 1848    | José Carlos Pereira de Almeida Torres |
| José Pedro Dias de Carvalho                                  | 14 maggio 1848    | 31 maggio 1848    | José Carlos Pereira de Almeida Torres |
| Francisco de Paula Sousa e Melo                              | 31 maggio 1848    | 18 agosto 1848    | Francisco de Paula Sousa e Melo       |
| Bernardo de Sousa Franco (Ad interim)                        | 18 agosto 1848    | 29 settembre 1848 | Francisco de Paula Sousa e Melo       |
| Pedro de Araújo Lima                                         | 29 settembre 1848 | 6 ottobre 1848    |                                       |
| Joaquim José Rodrigues Torres                                | 6 ottobre 1848    | 6 dicembre 1850   |                                       |
| Paulino José Soares de Sousa (Ad interim)                    | 6 dicembre 1850   | 13 gennaio 1851   |                                       |
| Joaquim José Rodrigues Torres (reassumiu)                    | 13 gennaio 1851   | 12 febbraio 1853  |                                       |
| Manuel Felizardo de Sousa e Melo (Ad interim)                | 12 febbraio 1853  | 6 settembre 1853  |                                       |
| Honório Hermeto Carneiro Leão                                | 6 settembre 1853  | 12 gennaio 1855   | Honório Hermeto Carneiro Leão         |
| Antônio Paulino Limpo de Abreu                               | 12 gennaio 1855   | 27 gennaio 1855   |                                       |
| Honório Hermeto Carneiro Leão                                | 27 gennaio 1855   | 23 agosto 1856    |                                       |
| João Maurício Wanderley                                      | 23 agosto 1856    | 4 maggio 1857     |                                       |
| Bernardo de Sousa Franco                                     | 4 maggio 1857     | 12 dicembre 1858  | Pedro de Araújo Lima                  |
| Francisco de Sales Torres Homem                              | 12 dicembre 1858  | 10 agosto 1859    | Antônio Paulino Limpo de Abreu        |
| Ângelo Moniz da Silva Ferraz                                 | 10 agosto 1859    | 2 marzo 1861      | Ângelo Moniz da Silva Ferraz          |
| José Maria da Silva Paranhos                                 | 2 marzo 1861      | 24 maggio 1862    | Luís Alves de Lima e Silva            |
| José Pedro Dias de Carvalho                                  | 24 maggio 1862    | 30 maggio 1862    | Zacarias de Góis                      |
| Antônio Francisco de Paula Holanda Cavalcanti de Albuquerque | 30 maggio 1862    | 8 aprile 1863     | Pedro de Araújo Lima                  |
| Miguel Calmon du Pin e Almeida, Marquês de Abrantes          | 8 aprile 1863     | 15 gennaio 1864   | Pedro de Araújo Lima                  |
| José Pedro Dias de Carvalho                                  | 15 gennaio 1864   | 31 agosto 1864    | Zacarias de Góis                      |
| Carlos Carneiro de Campos                                    | 31 agosto 1864    | 12 maggio 1865    | Francisco José Furtado                |
| José Pedro Dias de Carvalho                                  | 12 maggio 1865    | 4 marzo 1866      | Pedro de Araújo Lima                  |
| Francisco de Paula da Silveira Lobo                          | 4 marzo 1866      | 7 marzo 1866      | Pedro de Araújo Lima                  |
| João da Silva Carrão                                         | 7 marzo 1866      | 3 agosto 1866     | Pedro de Araújo Lima                  |
| Zacarias de Góis                                             | 3 agosto 1866     | 16 luglio 1868    | Zacarias de Góis                      |
| Joaquim José Rodrigues Torres                                | 16 luglio 1868    | 29 settembre 1870 | Joaquim José Rodrigues Torres         |
| Francisco de Sales Torres Homem                              | 29 settembre 1870 | 7 marzo 1871      | José Antônio Pimenta Bueno            |
| José Maria da Silva Paranhos                                 | 7 marzo 1871      | 25 giugno 1875    | José Maria da Silva Paranhos          |
| João Maurício Wanderley                                      | 25 giugno 1875    | 5 febbraio 1878   | Luís Alves de Lima e Silva            |
| João Lins Vieira Cansanção de Sinimbu                        | 5 febbraio 1878   | 13 febbraio 1878  | João Lins Vieira Cansanção de Sinimbu |
| Gaspar da Silveira Martins                                   | 13 febbraio 1878  | 8 febbraio 1879   |                                       |
| Afonso Celso de Assis Figueiredo                             | 8 febbraio 1879   | 28 marzo 1880     |                                       |
| José Antônio Saraiva                                         | 28 marzo 1880     | 21 gennaio 1882   | José Antônio Saraiva                  |
| Martinho Álvares da Silva Campos                             | 21 gennaio 1882   | 3 luglio 1882     | Martinho Álvares da Silva Campos      |
| João Lustosa da Cunha Paranaguá                              | 3 luglio 1882     | 24 maggio 1883    | João Lustosa da Cunha Paranaguá       |
| Lafayette Rodrigues Pereira                                  | 24 maggio 1883    | 6 giugno 1884     | Lafayette Rodrigues Pereira           |
| Sousa Dantas                                                 | 6 giugno 1884     | 6 maggio 1885     | Sousa Dantas                          |
| José Antônio Saraiva                                         | 6 maggio 1885     | 20 agosto 1885    | José Antônio Saraiva                  |
| Francisco Belisário Soares de Sousa                          | 20 agosto 1885    | 10 marzo 1888     | João Maurício Wanderley               |
| João Alfredo Correia de Oliveira                             | 10 marzo 1888     | 7 giugno 1889     | João Alfredo Correia de Oliveira      |
| Afonso Celso de Assis Figueiredo                             | 7 giugno 1889     | 20 luglio 1889    | Afonso Celso de Assis Figueiredo      |
| Cândido Luís Maria de Oliveira (Ad interim)                  | 20 luglio 1889    | 28 luglio 1889    | Afonso Celso de Assis Figueiredo      |
| Afonso Celso de Assis Figueiredo (reassumiu)                 | 28 luglio 1889    | 15 novembre 1889  | Afonso Celso de Assis Figueiredo      |

## Repubblica
| Ministro                                             | Dal               | Al                | Presidente                         |
| ---------------------------------------------------- | ----------------- | ----------------- | ---------------------------------- |
| Ruy Barbosa                                          | 15 novembre 1889  | 21 gennaio 1891   | Deodoro da Fonseca                 |
| Tristão de Alencar Araripe                           | 22 gennaio 1891   | 4 luglio 1891     | Deodoro da Fonseca                 |
| Henrique Pereira de Lucena                           | 4 luglio 1891     | 23 novembre 1891  | Deodoro da Fonseca                 |
| Antão Gonçalves de Faria (Ad interim)                | 23 novembre 1891  | 26 novembre 1891  | Floriano Peixoto                   |
| Francisco de Paula Rodrigues Alves                   | 26 novembre 1891  | 31 agosto 1892    | Floriano Peixoto                   |
| Antão Gonçalves de Faria (Ad interim)                | 31 dicembre 1891  | 10 gennaio 1892   | Floriano Peixoto                   |
| Serzedelo Correia                                    | 31 agosto 1892    | 30 aprile 1893    | Floriano Peixoto                   |
| Felisberto Firmo de Oliveira Freire                  | 30 aprile 1893    | 18 agosto 1894    | Floriano Peixoto                   |
| Alexandre Cassiano do Nascimento (Ad interim)        | 18 agosto 1894    | 15 novembre 1894  | Floriano Peixoto                   |
| Francisco de Paula Rodrigues Alves                   | 15 novembre 1894  | 20 novembre 1896  | Prudente de Morais                 |
| Bernardino José de Campos                            | 20 novembre 1896  | 15 novembre 1898  | Prudente de Morais                 |
| Joaquim Murtinho                                     | 15 novembre 1898  | 2 settembre 1902  | Campos Sales                       |
| Sabino Alves Barroso Júnior                          | 2 settembre 1902  | 15 novembre 1902  | Campos Sales                       |
| José Leopoldo de Bulhões Jardim                      | 15 novembre 1902  | 15 novembre 1906  | Francisco de Paula Rodrigues Alves |
| David Morethson Campista                             | 15 novembre 1906  | 14 giugno 1909    | Afonso Pena                        |
| José Leopoldo de Bulhões Jardim                      | 14 giugno 1909    | 15 novembre 1910  | Nilo Peçanha                       |
| Francisco Antônio de Sales                           | 15 novembre 1910  | 9 maggio 1913     | Hermes da Fonseca                  |
| Rivadávia da Cunha Correia (Ad interim)              | 9 maggio 1913     | 11 agosto 1913    | Hermes da Fonseca                  |
| Rivadávia da Cunha Correia                           | 11 agosto 1913    | 15 novembre 1914  | Hermes da Fonseca                  |
| Sabino Alves Barroso Júnior                          | 15 novembre 1914  | 31 maggio 1915    | Venceslau Brás                     |
| João Pandiá Calógeras (Ad interim)                   | 1º maggio 1915    | 8 luglio 1915     | Venceslau Brás                     |
| João Pandiá Calógeras                                | 8 luglio 1915     | 6 settembre 1917  | Venceslau Brás                     |
| Augusto Tavares de Lira (Ad interim)                 | 29 maggio 1916    | 30 giugno 1916    | Venceslau Brás                     |
| Antônio Carlos Ribeiro de Andrada                    | 6 settembre 1917  | 1º novembre 1918  | Venceslau Brás                     |
| Augusto Tavares de Lira (Ad interim)                 | 1º novembre 1918  | 15 novembre 1918  | Venceslau Brás                     |
| Amaro Bezerra Cavalcanti de Albuquerque              | 15 novembre 1918  | 17 gennaio 1919   | Delfim Moreira                     |
| João Ribeiro de Oliveira e Sousa                     | 17 gennaio 1919   | 27 luglio 1919    | Delfim Moreira                     |
| Homero Batista                                       | 27 luglio 1919    | 15 novembre 1922  | Epitácio Pessoa                    |
| Rafael de Abreu Sampaio Vidal                        | 15 novembre 1922  | 2 gennaio 1925    | Artur Bernardes                    |
| Aníbal Freire da Fonseca                             | 2 gennaio 1925    | 15 novembre 1926  | Artur Bernardes                    |
| Getúlio Vargas                                       | 15 novembre 1926  | 17 dicembre 1927  | Washington Luís                    |
| Francisco Chaves de Oliveira Botelho                 | 17 dicembre 1927  | 24 ottobre 1930   | Washington Luís                    |
| Agenor Lafayette de Roure                            | 25 ottobre 1930   | 4 novembre 1930   | Giunta governativa provvisoria     |
| José Maria Whitaker                                  | 4 novembre 1930   | 16 novembre 1931  | Getúlio Vargas                     |
| Osvaldo Euclides de Sousa Aranha                     | 16 novembre 1931  | 24 luglio 1934    | Getúlio Vargas                     |
| Artur de Sousa Costa                                 | 24 luglio 1934    | 29 ottobre 1945   | Getúlio Vargas                     |
| Orlando Bandeira Vilela (Ad interim)                 | 14 giugno 1937    | 9 agosto 1937     | Getúlio Vargas                     |
| Romero Estelita Cavalcanti Pessoa (Ad interim)       | 25 gennaio 1939   | 18 marzo 1941     | Getúlio Vargas                     |
| Paulo de Lira Tavares (Ad interim)                   | 23 giugno 1944    | 11 agosto 1944    | Getúlio Vargas                     |
| José Pires do Rio                                    | 29 ottobre 1945   | 1º febbraio 1946  | José Linhares                      |
| Gastão Vidigal                                       | 1º febbraio 1946  | 15 ottobre 1946   | Gaspar Dutra                       |
| Onaldo Brancante Machado (Ad interim)                | 15 ottobre 1946   | 21 ottobre 1946   | Gaspar Dutra                       |
| Pedro Luís Correia e Castro                          | 21 ottobre 1946   | 10 giugno 1949    | Gaspar Dutra                       |
| Oscar Santa Maria Pereira (Ad interim)               | 17 gennaio 1947   | 24 gennaio 1947   | Gaspar Dutra                       |
| José Vieira Machado (Ad interim)                     | 15 settembre 1947 | 21 novembre 1947  | Gaspar Dutra                       |
| Ovídio Xavier de Abreu (Ad interim)                  | 27 settembre 1948 | 5 novembre 1948   | Gaspar Dutra                       |
| Manuel Guilherme da Silveira Filho                   | 10 giugno 1949    | 31 gennaio 1951   | Gaspar Dutra                       |
| Horácio Lafer                                        | 1º febbraio 1951  | 15 giugno 1953    | Getúlio Vargas                     |
| Alberto Andrade de Queirós (Ad interim)              | 27 agosto 1952    | 1º ottobre 1952   | Getúlio Vargas                     |
| Osvaldo Euclides de Sousa Aranha                     | 16 giugno 1953    | 24 agosto 1954    | Getúlio Vargas                     |
| Eugênio Gudin                                        | 25 agosto 1954    | 12 aprile 1955    | Café Filho                         |
| Otávio Gouveia de Bulhões (Ad interim)               | 20 settembre 1954 | 8 novembre 1954   | Café Filho                         |
| José Maria Whitaker                                  | 13 aprile 1955    | 10 ottobre 1955   | Café Filho                         |
| Mário Leopoldo Pereira da Câmara                     | 11 ottobre 1955   | 8 novembre 1955   | Café Filho                         |
| Mário Leopoldo Pereira da Câmara                     | 8 novembre 1955   | 11 novembre 1955  | Carlos Luz                         |
| Mário Leopoldo Pereira da Câmara                     | 11 novembre 1955  | 31 gennaio 1956   | Nereu Ramos                        |
| José Maria Alkmin                                    | 1º febbraio 1956  | 24 giugno 1958    | Juscelino Kubitschek               |
| Sebastião Pais de Almeida (Ad interim)               | 19 settembre 1956 | 26 ottobre 1956   | Juscelino Kubitschek               |
| João de Oliveira Castro Viana Júnior (Ad interim)    | 15 agosto 1957    | 9 ottobre 1957    | Juscelino Kubitschek               |
| Lucas Lopes                                          | 25 giugno 1958    | 3 giugno 1959     | Juscelino Kubitschek               |
| Sebastião Pais de Almeida (Ad interim)               | 28 novembre 1958  | 3 giugno 1959     | Juscelino Kubitschek               |
| Sebastião Pais de Almeida                            | 4 giugno 1956     | 31 gennaio 1961   | Juscelino Kubitschek               |
| Maurício Chagas Bicalho (Ad interim)                 | 19 settembre 1959 | 15 giugno 1960    | Juscelino Kubitschek               |
| Antônio Carlos Barcellos (Ad interim)                | 19 settembre 1960 | 29 novembre 1960  | Juscelino Kubitschek               |
| Clemente Mariani Bittencourt                         | 1º febbraio 1961  | 25 agosto 1961    | Jânio Quadros                      |
| Hamilton Prisco Paraíso (Ad interim)                 | 8 maggio 1961     | 18 agosto 1961    | Jânio Quadros                      |
| Clemente Mariani Bittencourt                         | 25 agosto 1961    | 7 settembre 1961  | Ranieri Mazzilli                   |
| Walther Moreira Salles                               | 8 settembre 1961  | 26 giugno 1962    | João Goulart                       |
| Tancredo Neves (Ad interim)                          | 23 marzo 1962     | 9 maggio 1962     | João Goulart                       |
| Walther Moreira Salles                               | 12 luglio 1962    | 14 settembre 1962 | João Goulart                       |
| Henrique Domingos Ribeiro Barbosa (Ad interim)       | 22 giugno 1962    | 3 agosto 1962     | João Goulart                       |
| Francisco de Paula Brochado da Rocha                 | 13 luglio 1962    | 29 luglio 1962    | João Goulart                       |
| Miguel Calmon du Pin e Almeida Sobrinho (Ad interim) | 3 agosto 1962     | 17 settembre 1962 | João Goulart                       |
| Miguel Calmon du Pin e Almeida Sobrinho              | 18 settembre 1962 | 22 gennaio 1963   | João Goulart                       |
| San Tiago Dantas                                     | 23 gennaio 1963   | 20 giugno 1963    | João Goulart                       |
| Antônio Balbino de Carvalho (Ad interim)             | 11 marzo 1963     | 26 marzo 1963     | João Goulart                       |
| Carvalho Pinto                                       | 21 giugno 1963    | 19 dicembre 1963  | João Goulart                       |
| Hélio Pereira Bicudo (Ad interim)                    | 19 settembre 1963 | 4 ottobre 1963    | João Goulart                       |
| Ney Neves Galvão                                     | 20 dicembre 1963  | 3 aprile 1964     | João Goulart                       |
| Waldyr Ramos Borges (Ad interim)                     | 16 marzo 1964     | 20 marzo 1964     | João Goulart                       |

### Dittatura militare
| Ministro                                 | Dal               | Al                | Presidente                     |
| ---------------------------------------- | ----------------- | ----------------- | ------------------------------ |
| Otávio Gouveia de Bulhões (Ad interim)   | 4 aprile 1964     | 15 aprile 1964    | Ranieri Mazzilli               |
| Otávio Gouveia de Bulhões                | 15 aprile 1964    | 16 marzo 1967     | Castelo Branco                 |
| Roberto de Oliveira Campos (Ad interim)  | 4 settembre 1964  | 15 settembre 1964 | Castelo Branco                 |
| Eduardo Lopes Rodrigues (Ad interim)     | 23 settembre 1965 | 4 dicembre 1966   | Castelo Branco                 |
| Antônio Delfim Netto                     | 17 marzo 1967     | 31 agosto 1969    | Costa e Silva                  |
| Fernando Ribeiro do Val (Ad interim)     | 24 aprile 1967    | 6 aprile 1969     | Costa e Silva                  |
| Antônio Delfim Netto                     | 31 agosto 1969    | 30 ottobre 1969   | Giunta governativa provvisoria |
| Antônio Delfim Netto                     | 30 ottobre 1969   | 15 marzo 1974     | Emilio Medici                  |
| José Flávio Pécora                       | 7 aprile 1969     | 15 marzo 1974     | Emilio Medici                  |
| Mário Henrique Simonsen                  | 16 marzo 1974     | 15 marzo 1979     | Ernesto Geisel                 |
| Karlos Heinz Rischbieter                 | 16 marzo 1979     | 17 gennaio 1980   | João Figueiredo                |
| Márcio João Andrade Fortes (Ad interim)  | 16 marzo 1979     | 17 gennaio 1980   | João Figueiredo                |
| Ernane Galvêas                           | 18 gennaio 1980   | 14 marzo 1985     | João Figueiredo                |
| Eduardo Pereira de Carvalho (Ad interim) | 18 gennaio 1980   | 25 marzo 1981     | João Figueiredo                |
| Carlos Viacava (Ad interim)              | 25 marzo 1981     | 1º marzo 1983     | João Figueiredo                |

### Repubblica
| Ministro                                 | Dal              | Al               | Presidente                |
| ---------------------------------------- | ---------------- | ---------------- | ------------------------- |
| Francisco Oswaldo Neves Dornelles        | 15 marzo 1985    | 26 agosto 1985   | José Sarney               |
| Dilson Domingos Funaro                   | 26 agosto 1985   | 29 aprile 1987   | José Sarney               |
| Luiz Carlos Bresser Gonçalves Pereira    | 29 aprile 1987   | 21 dicembre 1987 | José Sarney               |
| Maílson Ferreira da Nóbrega (Ad interim) | 13 maggio 1987   | 6 gennaio 1988   | José Sarney               |
| Maílson Ferreira da Nóbrega              | 6 gennaio 1988   | 15 marzo 1990    | José Sarney               |
| Economia, finanze e programmazione       |                  |                  |                           |
| Zélia Maria Cardoso de Mello             | 15 marzo 1990    | 10 maggio 1991   | Fernando Collor           |
| Marcílio Marques Moreira                 | 10 maggio 1991   | 2 ottobre 1992   | Fernando Collor           |
| Finanze                                  |                  |                  |                           |
| Gustavo Krause Gonçalves Sobrinho        | 2 ottobre 1992   | 16 dicembre 1992 | Itamar Franco             |
| Paulo Roberto Haddad                     | 16 dicembre 1992 | 1º marzo 1993    | Itamar Franco             |
| Eliseu Resende                           | 1º marzo 1993    | 19 maggio 1993   | Itamar Franco             |
| Fernando Henrique Cardoso                | 19 maggio 1993   | 30 marzo 1994    | Itamar Franco             |
| Rubens Ricupero                          | 30 marzo 1994    | 6 settembre 1994 | Itamar Franco             |
| Ciro Ferreira Gomes                      | 6 settembre 1994 | 1º gennaio 1995  | Itamar Franco             |
| Pedro Sampaio Malan                      | 1º gennaio 1995  | 1º gennaio 2003  | Fernando Henrique Cardoso |
| Antonio Palocci Filho                    | 1º gennaio 2003  | 27 marzo 2006    | Luiz Inácio Lula da Silva |
| Guido Mantega                            | 27 marzo 2006    | 31 dicembre 2010 | Luiz Inácio Lula da Silva |
| Guido Mantega                            | 1º gennaio 2011  | 1º gennaio 2015  | Dilma Rousseff            |
| Joaquim Levy                             | 1º gennaio 2015  | 18 dicembre 2015 | Dilma Rousseff            |
| Nelson Barbosa                           | 18 dicembre 2015 | 12 maggio 2016   | Dilma Rousseff            |
| Henrique Meirelles                       | 12 maggio 2016   | 10 aprile 2018   | Michel Temer              |
| Eduardo Guardia                          | 10 aprile 2018   | 1º gennaio 2019  | Michel Temer              |
| Economia                                 |                  |                  |                           |
| Paulo Guedes                             | 1º gennaio 2019  | 31 dicembre 2022 | Jair Bolsonaro            |
| Finanze                                  |                  |                  |                           |
| Fernando Haddad                          | 1º gennaio 2023  | in carica        | Luiz Inácio Lula da Silva |